# James Ivory (matematiker)
James Ivory, född den 17 februari 1765 i Dundee, Skottland, död den 21 september 1842 i London, England, var en skotsk matematiker, astronom och professor vid Royal Military College i Marlow. Hans namn är knutet till en sats om ellipsoidens attraktion.

## Biografi
Ivory var son till den berömda urmakaren James Ivory. Familjen bodde och arbetade på High Street i Dundee.
Han utbildades vid Dundee Grammar School. År 1779 började han studera på University of St Andrews och utmärkte sig särskilt i matematik. Han studerade sedan teologi, men efter två terminer på St Andrews och en vid Edinburgh University, övergav han alla tankar på  kyrkan och 1786 blev han biträdande lärare i matematik och naturfilosofi i den nyetablerade Dundee Academy. Tre år senare blev han delägare i, och chef för, ett linspinneri i Douglastown i Forfarshire, men bedrev fortfarande på fritiden studier i sitt favoritämne. Han var i huvudsak en självutbildad matematiker och var inte bara djupt insatt i antik och modern geometri, utan hade också goda kunskaper om de kontinentala matematikernas analytiska metoder och upptäckter.
Ivorys tidigaste rapport, som behandlar ett analytiskt uttryck för korrigering av ellipsen, publiceras i Transactions of Royal Society of Edinburgh (1796) och detta tillsammans med hans senare artiklar om kubiska ekvationer (1799) och Keplers problem (1802) gav prov på stor förmåga i hanteringen av algebraiska formler. År 1804, efter upplösningen av det linspinneriet, som han var chef för, fick han tillträda en av de matematiska lärostolarna i Royal Military College, Great Marlow (som senare övergick till Sandhurst) och fram till år 1816, då sviktande hälsa tvingade honom att avgå, fullgjorde han sina yrkesuppgifter med stor framgång.
Under denna period publicerade han i Philosophical Transactions flera viktiga rapporter, som gav honom Copleymedaljen 1814 och säkerställde hans val som medlem i Royal Society 1815. Av särskild betydelse är den första av dessa tidigare rapporter (Phil. Trans., 1809), där problemet med attraktionen av en homogen ellipsoid på en extern punkt reduceras till det enklare fallet av attraktionen av en annan men relaterad ellipsoid på en motsvarande invändig punkt till den. Denna sats är känd som Ivorys teorem. Han publicerade också anonymt en utgåva av Euklides element, som beskrevs ha fört svåra problem "mer inom räckhåll för vanlig förståelse". Hans senare rapporter i Philosophical Transactions behandlar astronomiska betraktelser, av planetariska störningar av jämvikten i en flytande massa. För sina undersökningar av det förstnämnda av dessa fick han en Kunglig medalj 1826 och ännu en 1839.

## Hedersbetygelser
År 1831, på rekommendation av Lord Brougham, beviljades Ivory av kung Vilhelm IV en pension på 300 pund per år, och utnämnde honom till riddare av Royal Guelphic Order, men blev inte därefter Knight Bachelor för att berättiga honom till prefixet Sir, som ofta kom med utnämningar till den orden. Förutom att vara direkt kopplad till de främsta vetenskapliga organisationerna i sitt eget land, Royal Society of Edinburgh, Royal Irish Academy, etc., var han också medlem av Royal Academy of Sciences både i Paris och Berlin, och av Royal Society of Göttingen.
År 1839 tilldelade University of St. Andrews honom ett hedersdoktorat i juridik.
Asteroiden 12032 Ivory är uppkallad efter honom.